# Vattenpolo vid medelhavsspelen 2013
Vattenpoloturneringen vid medelhavsspelen 2013 avgjordes i Mersin i Turkiet mellan 19 och 26 juni vid Çiftlikköybassängen. Endast herrarnas vattenpoloturnering genomfördes. Minimikravet är sex deltagande nationer och i herrarnas turnering tävlade sju lag: Kroatien, Spanien, Grekland, Italien, Frankrike, Serbien och Turkiet.

## Medaljsummering
| Gren                          | Guld | Silver | Brons |
| Herrarnas vattenpoloturnering | Kroatien · Josip Pavić · Marko Bijač · Nikša Dobud · Ivan Krapić · Andro Bušlje · Ivan Milaković · Luka Lončar · Sandro Sukno · Petar Muslim · Luka Bukić · Maro Joković · Paulo Obradović · Anđelo Šetka | Spanien · Iñaki Aguilar · Ricard Alarcón · Daniel Cercols · Rubén de Lera · Albert Español · Joel Esteller · Pere Estrany · Francisco Fernández · Xavier García · Daniel López · Blai Mallarach · Guillermo Molina · Xavier Vallès | Grekland · Alexandros Evgenios Gounas · Angelos Vlachopoulos · Christodoulos Kolomvos · Christos Afroudakis · Emmanouil Mylonakis · Vangelis Delakas · Giannis Fountoulis · Konstantinos Galanidis · Konstantinos Genidounias · Konstantinos Gouvis · Konstantinos Mourikis · Konstantinos Tsalkanis · Kyriakos Pontikeas |

## Placeringar
| \| Pl. \| Lag \| \| --- \| --------- \| \| \| Kroatien \| \| \| Spanien \| \| \| Grekland \| \| 4. \| Italien \| \| 5. \| Frankrike \| \| 6. \| Serbien \| \| 7. \| Turkiet \| |           |
| Pl. | Lag       |
| | Kroatien  |
| | Spanien   |
| | Grekland  |
| 4. | Italien   |
| 5. | Frankrike |
| 6. | Serbien   |
| 7. | Turkiet   |